# Torna ai felici dì
Torna ai felici dì è la romanza di Roberto (tenore) nell'atto II delle Villi di Giacomo Puccini (1884).

## Genesi
Fu composta durante le rappresentazioni dell'opera alla Scala nel 1885 (la prima recita ebbe luogo il 24 gennaio) e inserita all'interno della "Scena drammatica" di Roberto, composta pochi mesi prima per la versione torinese (Teatro Regio, 27 dicembre 1884). In questa forma fu pubblicata da Ricordi nella seconda edizione italiana dello spartito per canto e pianoforte (1885). Nel 1889 Puccini modificò ulteriormente l'opera, eliminando la precedente scena drammatica e lasciando solo la romanza (quarta edizione: 1891).
Di questa romanza esistono due abbozzi. Uno, ad uno stadio avanzato, si trova all'Accademia Filarmonica di Bologna. Un altro abbozzo, messo all'asta nel 1998 da Sotheby's a New York, reca la firma "G. Puccini / 21/2/85" e fu quasi certamente di proprietà dell'autore dei versi, Ferdinando Fontana, che la donò al musicologo Natale Gallini. Il poeta nell'occasione raccontò a Gallini come la romanza nacque in modo estemporaneo, per volontà di Puccini, durante le prove dello spettacolo scaligero:
Fino ad allora Roberto, il tenore protagonista della breve opera, non aveva alcun assolo lirico, ma solo la scena drammatica aggiunta nel 1884, che più tardi Puccini ridurrà ai minimi termini. Eppure il momento del ritorno del protagonista al paese, dopo il viaggio a Magonza durante il quale egli ha tradito la fidanzata, si prestava ad aprire una parentesi elegiaca prima del finale drammatico. Vicino alla casa di Anna attorniata dalla neve, nel gelo di una notte d'inverno, Roberto eleva un canto dapprima nostalgico (prima quartina) e poi angosciato (seconda quartina).

## I versi
La romanza si basa su due quartine di settenari tronchi. Alla convenzionalità del contenuto corrisponde la banalità delle rime ("fior", "amor", "cuor", "terror").

## La musica
La romanza, in Si bemolle minore, è sua volta divisa in due strofe, ciascuna preceduta da 8 battute di preludio orchestrale, e seguite da un postludio.
Il preludio strumentale costituisce una variante in minore di una sezione del ballo di fidanzamento del primo atto. Il ritorno del motivo, non immediatamente riconoscibile in quanto trasfigurato dall'armonia e dall'orchestrazione, raffigura musicalmente il sentimento di nostalgia di Roberto, solo nella notte, nel rivedere quei luoghi senza più ritrovare quella felicità.
La melodia principale della romanza, su cui iniziano entrambe le strofe, è un lento lamento (Andante Mesto in 3/4), condotto inizialmente per gradi congiunti e arricchito dalle dissonanze di seconda prodotte dal controcanto affidato al corno inglese. L'andamento funebre ricorda da vicino quello dello Stabat Mater di Pergolesi.
La seconda parte di ciascuna strofa su basa su un dialogo tra l'orchestra e la voce. Puccini ricavò questo motivo dalla romanza Ad una morta (1883), modificandola sensibilmente nella seconda strofa, sia negli accordi che mediante l'aggiunta di un ossessivo basso ostinato.
Dopo la patetica cadenza vocale, il postludio orchestrale riprende a tutta forza, in forma di perorazione, l'idea iniziale ma solo nella parte sinfonica, ossia omettendo il canto del tenore.
La romanza, destinata a diventare il brano più noto dell'opera, presenta notevoli difficoltà vocali. La melodia, legata, espressiva e quasi tutta condotta nell'ottava alta, intorno alla regione del "passaggio" alla voce di testa, richiederebbe infatti un tenore lirico. Sennonché lo spessore del tessuto orchestrale nella seconda strofa e soprattutto i molti passaggi drammatici che l'interprete deve sostenere nel resto dell'opera, richiedono invece il corpo vocale di un tenore drammatico.

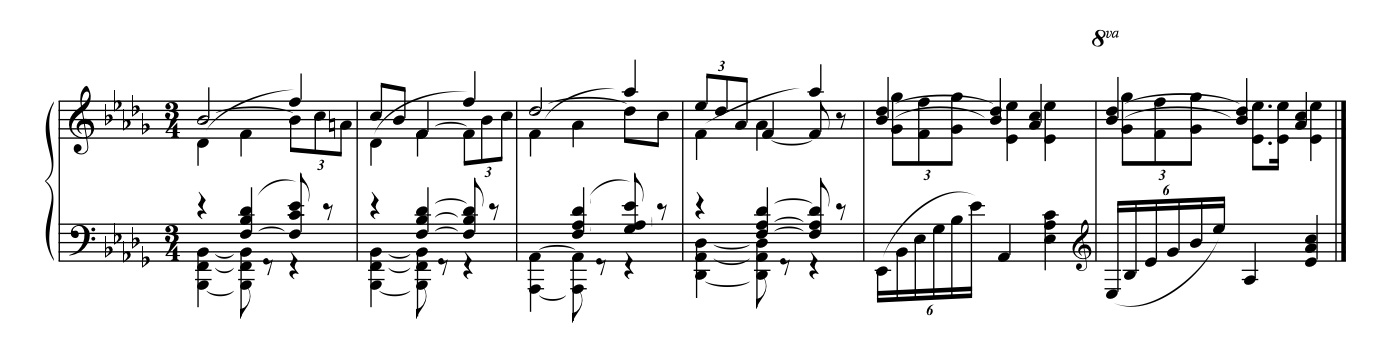
Trascrizione dell'abbozzo autografo conservato presso il Museo Puccini di Celle di Pescaglia (Lucca). L'abbozzo manca ancora della parte vocale e presenta alcune varianti rispetto allo spartito.

## La revisione del 1889
Nell'ultima versione dell'opera, rappresentata per la prima volta al Teatro Dal Verme di Milano il 7 novembre 1889, Puccini modificò la parte conclusiva della romanza. La sezione basata sul tema di Ad una morta fu accorciata di 3 battute, fu aggiunta una cadenza vocale di 4 battute (da 14 a 11 prima di 49) e fu ampliata da 4 a 10 battute la perorazione orchestrale conclusiva.